# Sysenvatnet
Sysenvatnet is een meer bij de gemeente Eidfjord in de provincie Vestland in het zuidwesten van Noorwegen.
Hier is ook de Sysendam.